# Petraliella serratilabrosa
Petraliella serratilabrosa är en mossdjursart som först beskrevs av Harmer 1957.  Petraliella serratilabrosa ingår i släktet Petraliella och familjen Petraliellidae. Inga underarter finns listade i Catalogue of Life.